# Kalomo
Kalomo es una ciudad situada en la provincia del Sur, Zambia. Se encuentra a 125 Km al noreste de Livingstone, en la carretera principal (T1) y la línea ferroviaria a Lusaka. Tiene una población de 15.394 habitantes, según el censo de 2010,y es la capital del distrito homónimo de Kalomo.
Fue el primer centro administrativo de Rodesia del Norte, concretamente de Rodesia Noroccidental, hasta que la capital se estableció en Livingstone en 1907. De esta época aún sobrevive la Casa del Administrador.
La zona está habitada por el pueblo batonga. Muy cerca de la ciudad se encuentra Kalundu Mound, un yacimiento activo entre los siglos IX y XII.
Además, en Kalomo se encuentra la Misión Namwianga, fundada en 1932 y perteneciente a las Iglesias de Cristo.